# Boțani
Boțani falu Romániában, Erdélyben, Fehér megyében.

## Fekvése
Remete közelében fekvő település.

## Története
Boţani korábban Remete része volt, 1956 körül vált külön 63 lakossal.
1966-ban 46, 1977-ben 30, 1992-ben 8, a 2002-es népszámláláskor pedig 10 román lakosa volt.